# 대구 파계사 아미타삼존도
대구 파계사 아미타삼존도(大邱 把溪寺 阿彌陀三尊圖)는 대한민국 대구광역시 동구 중대동 파계사에 있는 조선시대의 불화이다. 2015년 5월 11일 대구광역시의 문화재자료 제52호로 지정되었다.

## 개요
파계사에 소장된 이 탱화는 검은색 바탕 위에 금니로 그림을 그린 묵탱(墨幀)으로 화면 하단에 화기를 남기고 있어 1824년 체균(体均), 관보(琯普), 금겸(錦謙), 두천(斗天)에 의해 제작되었음을 알 수 있다. 화면에는 아미타불과 관세음, 대세지보살, 그리고 아난, 가섭의 오존(五尊)만이 등장하는데 이처럼 권속이 간략화되는 현상은 19세기 불화의 특징 중 하나이다. 이 작품은 제작시기가 200년이 채 되지 않았을 뿐 아니라 작품의 상태가 좋지 않지만, 화기를 통해 정확한 제작연대와 작가를 확인할 수 있고, 작품의 필선이 유려한 수작이다.

## 참고 문헌
- 대구 파계사 아미타삼존도 - 국가유산청 국가유산포털